# Saxifraga corsica
Saxifraga corsica là một loài thực vật có hoa trong họ Saxifragaceae. Loài này được (Ser.) Gren. & Godr. miêu tả khoa học đầu tiên năm 1848.